# Walchwil
Walchwil je obec v německy mluvící části Švýcarska v kantonu Zug. Leží na Švýcarské plošině, 7 kilometrů jižně od hlavního města Zugu na břehu Zugského jezera. Žije zde přibližně 3 700 obyvatel.

## Geografie
Obec Walchwil leží na východním břehu Zugského jezera (440 m n. m.) na jižním svahu Zugerbergu (1000 m n. m.) ve středním Švýcarsku na Švýcarské plošině.
Území obce o rozloze 15,9 km² pokrývá část na východním břehu Zugského jezera na přechodu Švýcarské plošiny do předalpské pahorkatiny. Walchwil sousedí na severu s hlavním městem kantonu Zug, na východě s obcí Unterägeri a na jihu s obcí Arth v kantonu Schwyz. Na západě sousedí Walchwil přes vodní plochu s obcí Immensee v kantonu Schwyz a Meierskappel v kantonu Lucern.
Nejnižší bod se nachází ve výšce 413 m n. m. na hladině jezera, nejvyšší pak v 1204 m n. m. na Hageggu.
Walchwil leží chráněn na svahu mezi horami Zugerberg a Rossberg. Díky tomu se Walchwilu často říká „Zugská riviéra“. Jako specialitě se ve Walchwilu daří sladkým kaštanům, fíkům, kiwi a hroznům. Walchwil je také známý množstvím ovocných stromů, zejména třešní, z nichž se vyrábí proslulá pálenka Zuger Kirsch.

## Historie

Walchwil (1919)

Ve 13. století dostali hejtmanství do zástavy Habsburkové, kteří převzali panská práva po Kyburzích, pánům z Hünenbergu, kteří je kolem roku 1352 prodali Wernerovi ze Stansu z Lucernu. Jeho synové a Klaus Kaufmann prodali v roce 1379 daně, dvory a služby Walchwilu a Emmetenu městu Zug, které tak získalo své první fojtství; vrchnímu fojtovi města byl podřízen podfojt volený z fojtských stavů. Společnou půdu spravovala korporace podle osobního práva statků oprávněných užívat půdu, která měla vlastní předpisy o užívání a vesnických právech.
Po sporech o tzv. Walchwiler Allmend (společné panství), který byl užíván společně s Zugem, byl v roce 1763 částečně rozdělen a v roce 1859 po soudních sporech zcela rozdělen. V roce 1798 byl Walchwil odevzdán městu Zug jako poddanství. V roce 1804 získal Walchwil plná farní práva ke kapli (sv. Jana Křtitele), která existovala od roku 1497 a do té doby patřila pod správu farnosti města Zug, a vykoupil desátky. V roce 1814 skončil starý spor o užívání úřadů, když právo na užívání pozemků koupili Beisasseni.

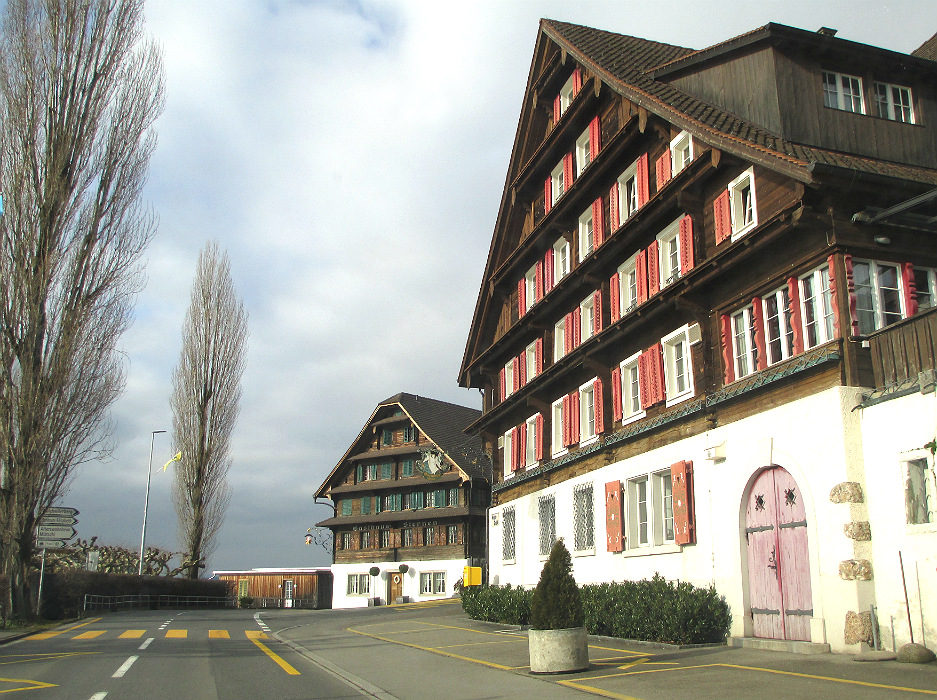
Původní architektura v obci

Navzdory lepšímu přístupu po silnici Zug–Arth v roce 1829 a železničnímu spojení v roce 1897 počet obyvatel až do poloviny 20. století stagnoval. Nadále převládal primární sektor s ovocnářstvím, mlékařstvím, chovem skotu, rybolovem (Zuger Rötel), do 20. století také s vinařstvím a sběrem kaštanů a zejména během druhé světové války s těžbou rašeliny. Koncem 19. století díky mírnému podnebí nabyl na významu cestovní ruch a lázně. V letech 1943–1988 se na Zugerbergu nacházela vojenská věznice Früebüel (od roku 1989 výzkumná stanice ETH). Od 70. let 20. století se zrychlil růst počtu obyvatel, především v důsledku výstavby rodinných domů. Walchwil se tak stal rezidenční obcí s vysokým podílem dojíždějících.

## Doprava
Walchwil leží na hlavní silnici H25. Dálniční sjezd na dálnici A4 v Arth-Goldau je od Walchwilu vzdálen několik kilometrů. Většina obce je rozdělena na ulice Vorderbergstrasse (severní strana) a Hinterbergstrasse (jižní strana). Mezi oběma silnicemi vede Forchwaldstrasse. Dne 15. října 2018 byla otevřena nová komunikace Oberdorfstrasse, která slouží jako severní příjezdová komunikace a odlehčuje dopravě v centru obce.
Stanice Walchwil je každou hodinu obsluhována linkou S2 S-Bahn Zug (Zug – Arth-Goldau – Brunnen – Erstfeld). V roce 2010 byla na trati Hörndlirain otevřena zastávka Walchwil Hörndli. Obsluhuje ji linka S2, která od té doby jezdí každou půlhodinu mezi Walchwil a Baar Lindenpark a každou hodinu do Erstfeldu.